# Фуркулешть (комуна)
Фуркулешть, Фуркулешті (рум. Furculești) — комуна у повіті Телеорман в Румунії. До складу комуни входять такі села (дані про населення за 2002 рік):
- Воєвода (782 особи)
- Моштень (547 осіб)
- Спетерей (1263 особи)
- Фуркулешть (1393 особи) — адміністративний центр комуни

Комуна розташована на відстані 98 км на південний захід від Бухареста, 18 км на південний захід від Александрії, 117 км на південний схід від Крайови.

## Населення
За даними перепису населення 2002 року у комуні проживали 3985 осіб.
Національний склад населення комуни:
| Національність | Кількість осіб | Відсоток |
| -------------- | -------------- | -------- |
| румуни         | 3479           | 87,3%    |
| цигани         | 505            | 12,7%    |
| угорці         | 1              | < 0,1%   |

Рідною мовою назвали:
| Мова      | Кількість осіб | Відсоток |
| --------- | -------------- | -------- |
| румунська | 3561           | 89,4%    |
| циганська | 423            | 10,6%    |
| угорська  | 1              | < 0,1%   |

Склад населення комуни за віросповіданням:
| Релігія            | Кількість осіб | Відсоток |
| ------------------ | -------------- | -------- |
| православні        | 3769           | 94,6%    |
| адвентисти         | 214            | 5,4%     |
| греко-католики     | 1              | < 0,1%   |
| не вказали релігію | 1              | < 0,1%   |